# Wout Poels
Wouter Poels, dit Wout Poels, né le 1er octobre 1987 à Venray, est un coureur cycliste néerlandais. Professionnel depuis 2009, il est membre de l'équipe XDS Astana Team. Il a notamment remporté Liège-Bastogne-Liège en 2016, ainsi qu'une étape du Tour d'Espagne au sommet du mythique Angliru et une étape du Tour de France en 2023. En tant qu'équipier, il participe aux succès de ses leaders sur six grands tours : quatre Tours de France (deux avec Chris Froome, un avec Geraint Thomas et un avec Egan Bernal), un Tour d'Italie et un Tour d'Espagne (les deux avec Froome).

## Biographie

### Jeunesse et carrière amateur
Wout Poels naît le 1er octobre 1987 à Venray dans la province de Limbourg. Imitant son frère aîné Norbert, il commence le cyclisme à 13 ans, en 2001, en s'inscrivant au club R & TC Buitenlust,.
Wout Poels intègre en 2006 l'équipe continentale Fondas-P3 Transfer, dont son frère est membre depuis l'année précédente. En 2008, il remporte le Tour de León.

### 2009-2013: début de carrière professionnelle chez Vacansoleil
En 2009, l'équipe P3 Transfer-Batavus devient Vacansoleil. Wout Poels y devient professionnel. En 2010, il remporte en août l'étape reine du Tour de l'Ain devant les Français David Moncoutié et Thibaut Pinot. Il termine deuxième du classement général de cette course, dans le même temps que le vainqueur final, l'Espagnol Haimar Zubeldia.
L'année suivante, après avoir disputé le Tour de France, son premier grand tour, il remporte à nouveau une étape sur le Tour de l'Ain. En tête de l'épreuve au départ de la dernière étape, il ne peut pas accompagner Thibaut Pinot et David Moncoutié dans l'ascension finale du col du Grand Colombier. Pinot remporte l'étape devant Moncoutié qui gagne le classement final. Poels termine à la deuxième place finale comme l’année précédente. Il dispute ensuite le Tour d'Espagne. Durant la première semaine, il est deuxième de la cinquième étape, à Valdepeñas de Jaén, où il est devancé par Joaquim Rodríguez après 400 derniers mètres en montée. Quatrième de la quatorzième étape à La Farrapona, il est deuxième le lendemain, à l'Alto de l'Angliru, après avoir mené la poursuite dans cette ascension derrière Juan José Cobo, qui s'empare du maillot rouge. Huit ans plus tard, en 2019, il est déclaré vainqueur de l'étape après le déclassement pour dopage de Cobo. Poels termine finalement 17e du classement général.

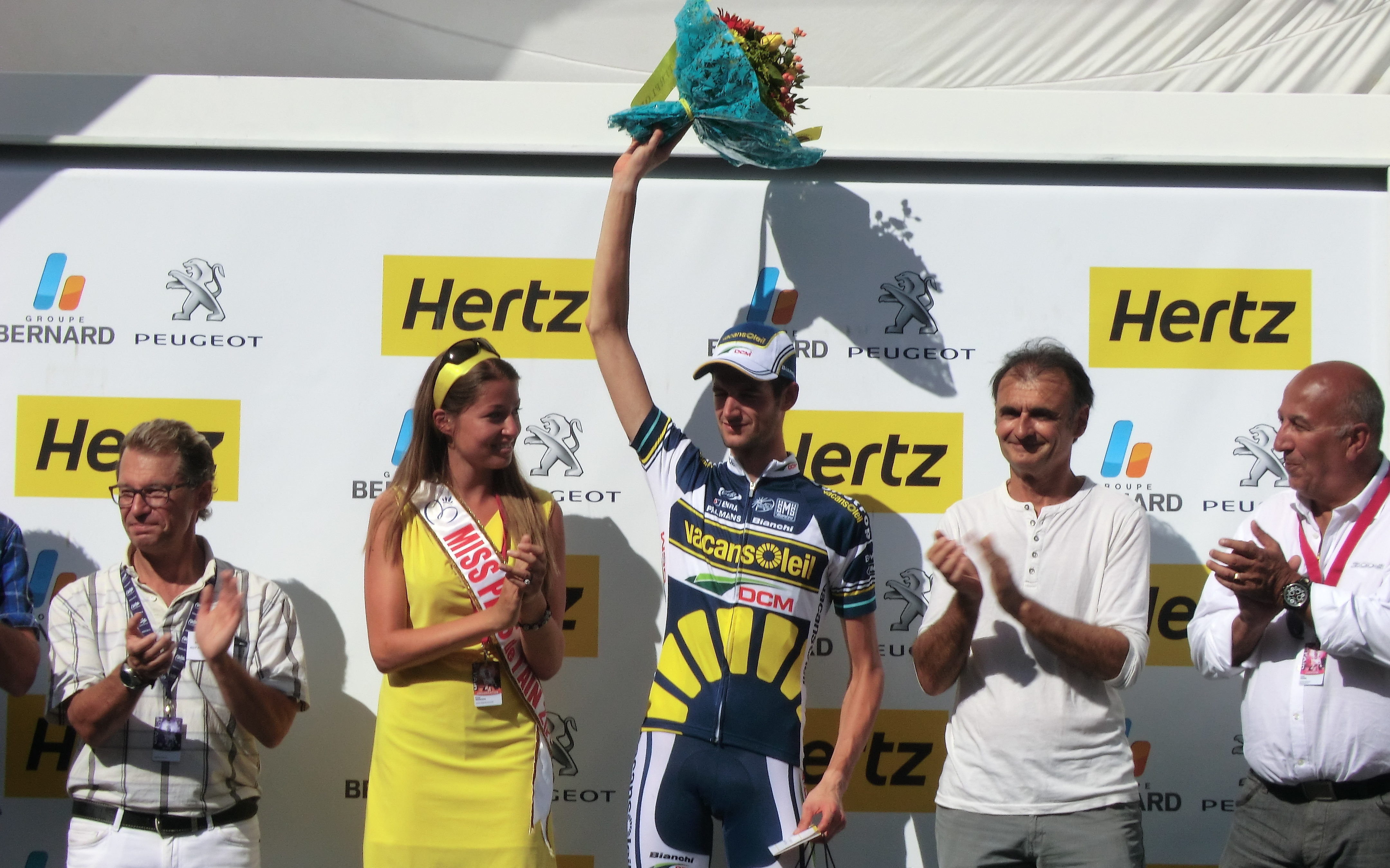
Sur le podium durant le Tour de l'Ain 2013.

Lors du Tour de France 2012, Poels est victime d'une chute collective à 25 km de l'arrivée de la 6e étape. Il se relève, mais doit abandonner au bout de 10 kilomètres. Conduit à l'hôpital, il lui est diagnostiqué des blessures à un rein, à la rate, à un poumon ainsi que trois côtes fracturées. 
Il revient à la compétition en février 2013 à l'occasion du Tour de l'Algarve. Il a comme objectifs pour cette saison les championnats des Pays-Bas et le Tour de France. Il prend la dixième place de Tirreno-Adriatico en mars et la neuvième place du Tour du Pays basque en avril. En juillet, il termine 28e du Tour de France. Le mois suivant, il remporte une étape du Tour de l'Ain et termine huitième du classement général de cette course. Il prend ensuite le départ du Tour d'Espagne, qu'il abandonne lors de la quatorzième étape.

### 2014: Omega Pharma-Quick Step
En 2014, Wout Poels est recruté par l'équipe belge Omega Pharma-Quick Step. En avril, il remporte une étape du Tour du Pays basque et termine à la dixième place du classement général de cette course. Il dispute ensuite les classiques ardennaises, où il est notamment quinzième de la Flèche brabançonne et douzième de la Flèche wallonne. Le mois suivant, il participe au Tour d'Italie en tant qu'équipier de Rigoberto Urán en haute montagne. Il l'aide à prendre la deuxième place du classement général et termine pour sa part 21e. Quinzième du Tour de Pologne en août, il est ensuite 38e du Tour d'Espagne. Il est sélectionné pour la course en ligne des championnats du monde 2014 et en prend la 57e place.

### 2015-2019: équipier de luxe chez Sky

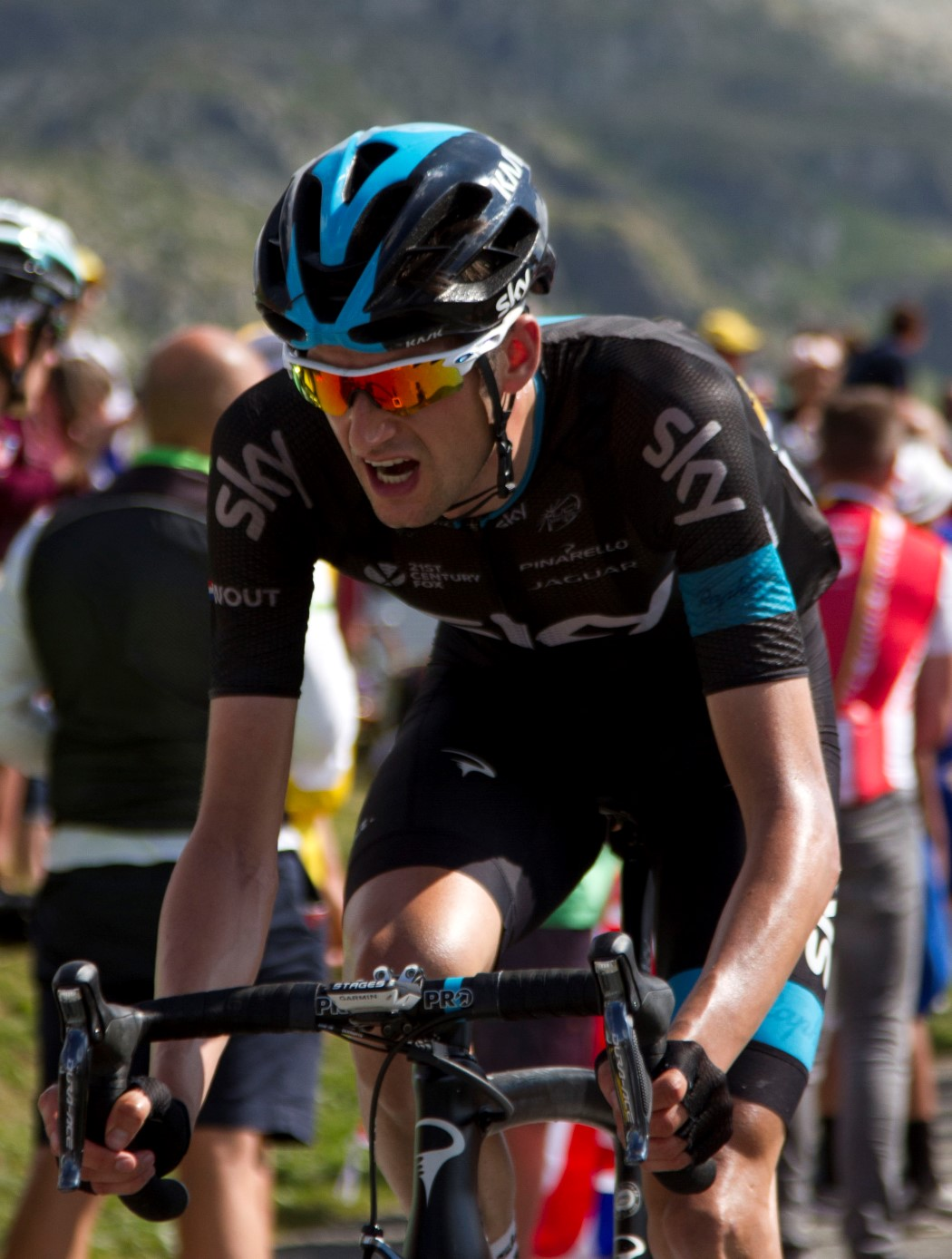
Wout Poels pendant le Tour de France 2015.

#### 2015
En septembre 2014, Wout Poels est recruté pour les saisons 2015 et 2016 par l'équipe britannique Sky, afin notamment d'aider Christopher Froome en montagne. Il commence sa saison 2015 en février, au Tour d'Oman, en tant que leader de Sky. Il termine cette course à la quinzième place. Il dispute ensuite Tirreno-Adriatico. Sa victoire lors de la quatrième étape lui permet de prendre la tête du classement général. Il la perd cependant le lendemain, au profit de Nairo Quintana, et finit à la septième place du classement général. La suite de sa saison est calquée sur le programme de Chris Froome. Il dispute ainsi le Tour de Catalogne, gagné par son coéquipier Richie Porte, l'Amstel Gold Race, la Flèche wallonne, le Critérium du Dauphiné, remporté par Froome. En juillet, il est au départ du Tour de France, aux Pays-Bas. Sélectionné pour aider Froome en montagne, il s'illustre notamment lors de la dernière étape alpestre. Avec Richie Porte, il accompagne son leader dans l'ascension de l'Alpe d'Huez, limitant l'avance prise par Nairo Quintana, et permettant à Froome de gagner son deuxième Tour de France. Septième de cette étape, Poels termine 44e du classement général,.
Le Tour terminé, Wout Poels retrouve la possibilité de courir pour lui-même. En août, il est huitième du Tour du Poitou-Charentes et du Grand Prix de Plouay. Il mène Sky au Tour de Grande-Bretagne. Il en remporte la cinquième étape devant Edvald Boasson Hagen, et prend la deuxième place du classement général derrière ce dernier. Début octobre, il est cinquième de Milan-Turin, douzième du Tour de Lombardie. Il est à la lutte avec Esteban Chaves pour gagner la troisième étape du Tour d'Abou Dabi. Alors qu'il est en tête, Poels chute dans l'ultime virage permettant à Chaves de s'imposer en solitaire.

#### 2016: victoire sur Liège-Bastogne-Liège
Il commence parfaitement sa saison 2016, en gagnant deux étapes (le contre-la-montre inaugural, ainsi que l'étape reine) et le général du Tour de la Communauté valencienne. Il continue sur sa bonne forme au printemps en remportant la cinquième étape du Tour de Catalogne à l'issue d'une échappée. Sur les classiques ardennaises, il profite de la méforme de son leader Michał Kwiatkowski pour s'illustrer. Surprenant quatrième de la Flèche wallonne derrière les trois favoris Alejandro Valverde, Julian Alaphilippe et Dan Martin, il confirme quatre jours plus tard lors de Liège-Bastogne-Liège, disputée dans des conditions météos difficiles. Il suit une attaque dans la côte de la rue Naniot, puis crée la surprise en remportant la course à l'issue d'un sprint à quatre devant Michael Albasini, Rui Costa et Samuel Sanchez. Il s'impose 28 ans après Adrie van der Poel, le dernier Néerlandais vainqueur de la Doyenne. Il s'agit également de la première victoire sur une classique Monument pour l'équipe Sky. Au mois de septembre, il prolonge de trois ans le contrat qui le lie à la formation Sky. Il se mue ensuite en équipier de luxe pour Chris Froome qui remporte coup sur coup le Critérium du Dauphiné et le Tour de France. En août, il participe à la course sur route des Jeux olympiques de Rio de Janeiro, mais doit abandonner en raison d'une chute. Le mois suivant, il gagne l'étape reine du Tour de Grande-Bretagne et conclut sa saison dans le top 30 mondial.

#### 2017-2019
En février 2017, Wout Poels est coup sur coup quatrième du Tour de la Communauté valencienne et du Tour d'Andalousie. Blessé au genou lors de la dernière étape du Tour d'Andalousie, il déclare forfait pour Paris-Nice et les classiques ardennaises. Il reprend la compétition en juin, mais il n'est pas retenu pour participer au Tour de France, à sa grande déception. Il dispute à la place le Tour de Pologne, où il gagne la dernière étape et se classe troisième du général final à trois secondes du vainqueur Dylan Teuns. Il est ensuite l'un des artisans de la victoire de Chris Froome sur le Tour d'Espagne, où il se classe sixième du classement final (son meilleur classement sur un grand tour) et deuxième de l'étape de l'Angliru. Il clôt sa saison en finissant septième du Tour du Guangxi.

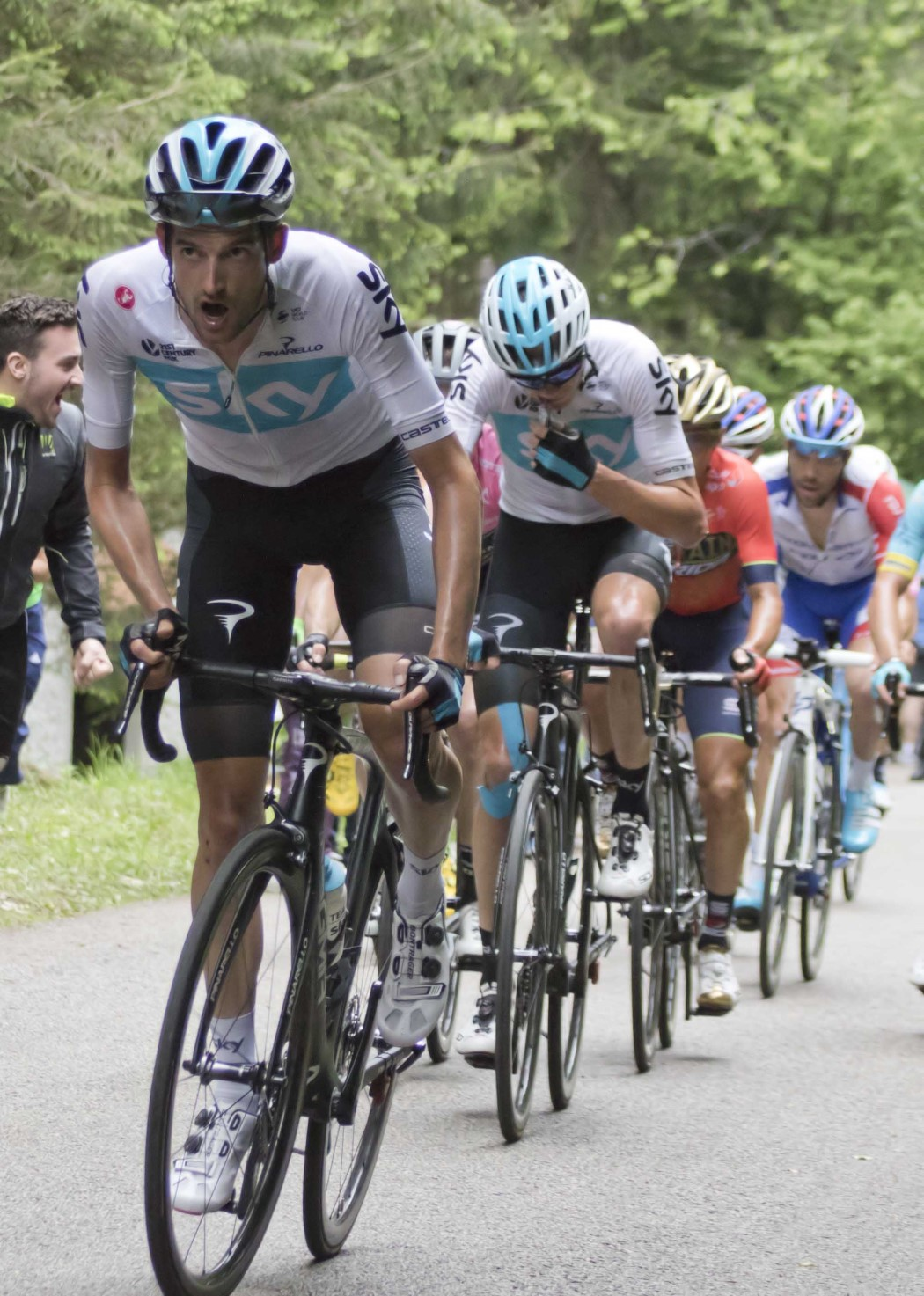
Poels (à gauche) emmenant Chris Froome lors du Tour d'Italie 2018.

En 2018, il est une nouvelle fois en forme dès le début de saison. Lors du Tour d'Andalousie, il remporte la deuxième étape, porte deux jours le maillot de leader et s’adjuge la deuxième place du classement général derrière Tim Wellens. Le 7 mars, il gagne l'étape contre-la-montre de Paris-Nice et se replace à la deuxième place du général. Néanmoins, il chute et se fracture la clavicule gauche. Deux jours plus tard, il doit abandonner la course. Après des classiques ardennaises sans résultats, il joue un rôle majeur dans les succès de Chris Froome sur le Tour d'Italie, puis de Geraint Thomas sur le Tour de France. Il conclut sa saison par un succès d'étape et une deuxième place du général sur le Tour de Grande-Bretagne.
Troisième du Tour Down Under 2019, il confirme sa bonne forme en se classant troisième du Tour de l'Algarve, puis septième de Tirreno-Adriatico. Il est ensuite dixième de Liège-Bastogne-Liège, pour la dernière course de l'équipe Sky, qui est renommée Ineos. Il remporte en juin une étape du Critérium du Dauphiné, victoire qu'il dédie à son leader Froome, lourdement tombé et gravement blessé lors de la course. Poels se classe finalement quatrième du général. Lors du Tour de France, il est équipier d'Egan Bernal et de Geraint Thomas, respectivement premier et deuxième de l'épreuve. Il est ensuite co-leader sur le Tour d'Espagne avec Tao Geoghegan Hart, mais le duo perd près de dix minutes dès la deuxième étape.

### 2020-2024: Bahrain-McLaren/Bahrain Victorious
En 2020, il rejoint l'équipe Bahrain-McLaren pour bénéficier d'un rôle de leader sur les grands tours. Pour ses débuts avec sa nouvelle formation, il se classe deuxième d'une étape du Tour de la Communauté valencienne, puis sixième du général final. Il chute dès la première étape du Tour de France et doit courir le reste de l'épreuve avec une côte cassée et un poumon meurtri. Il parvient néanmoins à finir sixième du Tour d'Espagne, qui débute un mois après la fin du Tour de France.
Testé positif au SARS-CoV-2, Poels est non-partant lors de la neuvième étape du Tour d'Espagne 2022. En septembre, son équipe annonce une extension d'un an du contrat de Poels.
Le 16 juillet 2023, il remporte en solitaire la 15e étape du Tour de France après avoir été membre de l'échappée du jour et avoir lâché Wout van Aert et Marc Soler dans le dernier col avant l’arrivée à Saint-Gervais. Le 16 septembre 2023, il gagne la même année une seconde étape sur un Grand Tour en s'imposant devant Remco Evenepoel dans un sprint à cinq qu'il a lancé de loin lors de la 20e étape du Tour d'Espagne à Guadarrama. Quatre jours auparavant, il avait terminé troisième de la 16e étape remportée par Jonas Vingegaard au sommet de Bejes.

#### Saison 2024
Le Néerlandais commence sa saison 2024 en mars lors  de Tirreno-Adriatico où il se classe 11e. Une semaine plus tard, il s’engage sur le Tour de Catalogne où il se classe une nouvelle fois 11e et signe trois top 10 lors d’étapes. Sur le Tour des Alpes, il enchaîne les places d’honneur sans jamais réussir à monter sur le podium, il termine finalement la course à la 6e place. Il participe à Liège-Bastogne-Liège et l’Eschborn-Francfort sans réussir à faire de bons résultats. Sa première victoire survient lors du Tour de Hongrie où il remporte la dernière étape en battant au sprint un petit groupe de coureur, grâce à sa victoire, il monte sur le podium de l’épreuve. Pour se préparer au Tour de France, le Néerlandais participe au Tour de Suisse qu’il termine à la 16e place. Lors du Tour de France, il ne parvient à réaliser qu’un seul top 10 sur l’étape arrivant à SuperDévoluy.

## Palmarès et classements mondiaux

### Palmarès amateur
- 2008
  - Classement général du Tour de León
  - 3e du Tour de Düren
  - 3e du Tour de Lleida

### Palmarès professionnel
| - 2010 - 4e étape du Tour de l'Ain - 4e étape du Tour de Grande-Bretagne - 2e du Tour de l'Ain - 2011 - 3e étape du Tour de l'Ain - 15e étape du Tour d'Espagne - 2e du Tour de l'Ain - 3e du Tour de Murcie, - 3e du Tour méditerranéen - 4e du Tour de Pologne - 2012 - 3e étape du Tour de Luxembourg - 2e du Tour de Luxembourg - 3e du Tour de Murcie - 8e de Tirreno-Adriatico - 2013 - 4e étape du Tour de l'Ain - 9e du Tour du Pays basque - 10e de Tirreno-Adriatico - 2014 - 1re étape de Tirreno-Adriatico (contre-la-montre par équipes) - 4e étape du Tour du Pays basque - 10e du Tour du Pays basque - 2015 - 4e étape de Tirreno-Adriatico - 5e étape du Tour de Grande-Bretagne - 2e du Tour de Grande-Bretagne - 3e du Tour d'Abou Dabi - 7e de Tirreno-Adriatico - 8e du Grand Prix Ouest-France de Plouay - 2016 - Tour de la Communauté valencienne : - Classement général - 1re (contre-la-montre) et 4e étapes - 5e étape du Tour de Catalogne - Liège-Bastogne-Liège - 6e étape du Tour de Grande-Bretagne - 4e de la Flèche wallonne | - 2017 - 7e etape du Tour de Pologne - 3e du Tour de Pologne - 6e du Tour d'Espagne - 7e du Tour du Guangxi - 2018 - 2e étape du Tour d'Andalousie - 4e étape de Paris-Nice (contre-la-montre) - 6e étape du Tour de Grande-Bretagne - 2e du Tour d'Andalousie - 2e du Tour de Grande-Bretagne - 2019 - 7e étape du Critérium du Dauphiné - 3e du Tour Down Under - 3e du Tour de l'Algarve - 4e du Critérium du Dauphiné - 7e de Tirreno-Adriatico - 10e de Liège-Bastogne-Liège - 2020 - 6e du Tour d'Espagne - 2022 - Tour d'Andalousie : - Classement général - 4e étape - 2023 - 15e étape du Tour de France - 20e étape du Tour d'Espagne - 6e du Tour des Émirats arabes unis - 2024 - 5e étape du Tour de Hongrie - 3e du Tour de Hongrie - 2025 - Tour de Turquie : - Classement général - 4e étape |  |

### Résultats sur les grands tours

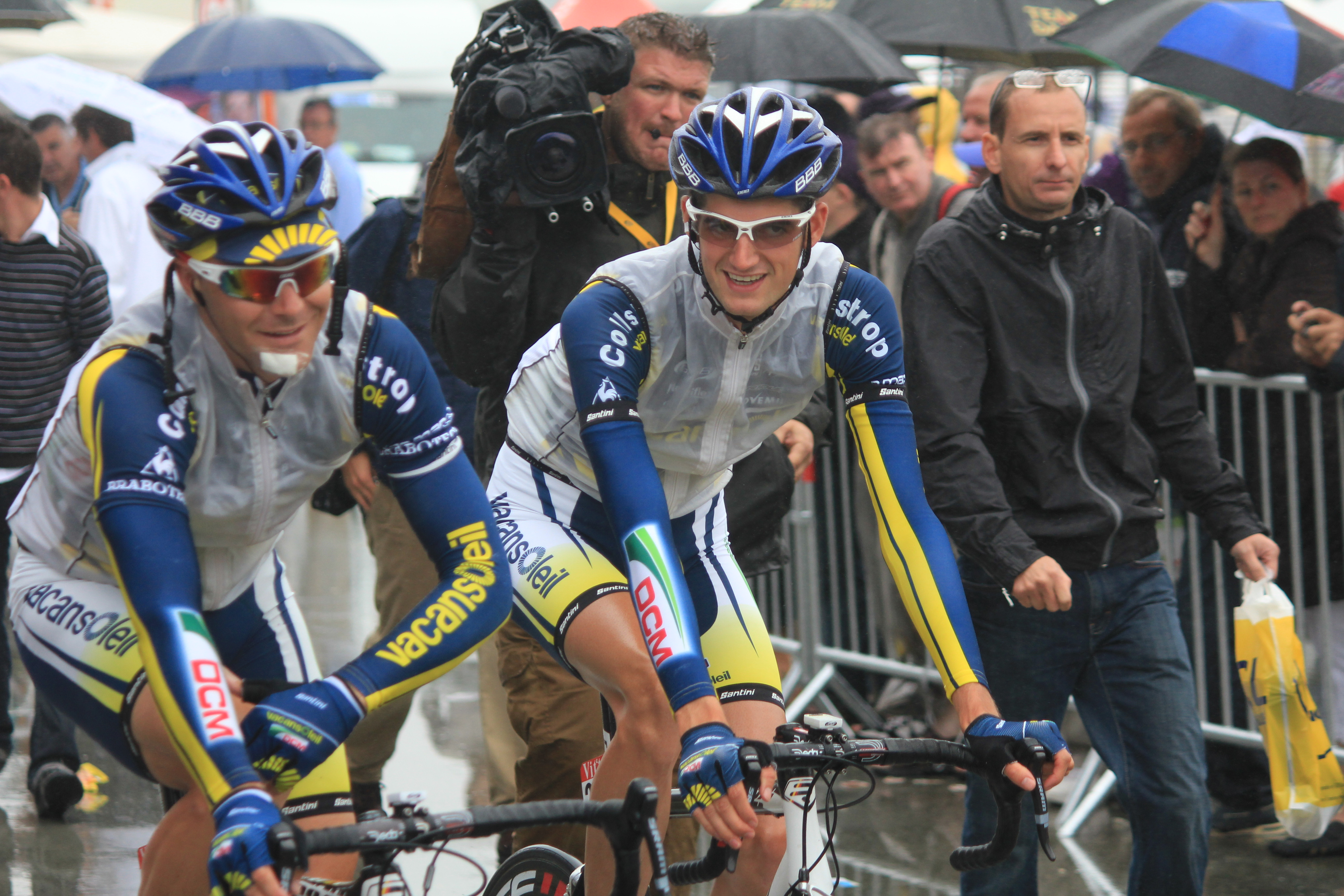
Wout Poels (à droite) avec son coéquipier Borut Božič pendant le Tour de France 2011.

#### Tour de France
11 participations
- 2011 : abandon (9e étape)
- 2012 : abandon (6e étape)
- 2013 : 28e
- 2015 : 44e
- 2016 : 28e
- 2018 : 58e
- 2019 : 26e
- 2020 : 110e
- 2021 : 16e
- 2023 : 27e, vainqueur de la 15e étape
- 2024 : 43e

#### Tour d'Italie
4 participations
- 2014 : 21e
- 2018 : 12e
- 2022 : 34e
- 2025 : 50e

#### Tour d'Espagne
9 participations
- 2011 : 17e, vainqueur de la 15e étape[10] (après le déclassement de Juan José Cobo)
- 2013 : abandon (14e étape)
- 2014 : 38e
- 2017 : 6e
- 2019 : 34e
- 2020 : 6e
- 2021 : 23e
- 2022 : non-partant (9e étape)
- 2023 : 15e, vainqueur de la 20e étape

### Classements mondiaux
| Année                                 | 2008 | 2009 | 2010 | 2011 | 2012 | 2013 | 2014 | 2015 | 2016 | 2017 | 2018 | 2019 | 2020 | 2021 | 2022 | 2023 | 2024 |
| ------------------------------------- | ---- | ---- | ---- | ---- | ---- | ---- | ---- | ---- | ---- | ---- | ---- | ---- | ---- | ---- | ---- | ---- | ---- |
| UCI World Tour                        |      |      |      | 51e  | 114e | 140e | 138e | 84e  | 28e  | 46e  | 148e |      |      |      |      |      |      |
| Classement mondial                    |      |      |      |      |      |      |      |      | 44e  | 55e  | 117e | 48e  | 91e  | 204e | 249e | 79e  | 201e |
| UCI Europe Tour                       | 199e | nc   | 128e |      |      |      |      |      | 139e | 149e | 89e  | 37e  | 76e  | 175e | 202e | 65e  | nc   |
|                                       |      |      |      |      |      |      |      |      |      |      |      |      |      |      |      |      |      |
| Légende : nc = non classéSource : UCI |      |      |      |      |      |      |      |      |      |      |      |      |      |      |      |      |      |